# Copa de Yugoslavia
La Copa de Yugoslavia (oficialmente Copa del Mariscal Tito), fue una de las dos mayores competiciones de fútbol de la extinta República Federal Socialista de Yugoslavia, junto a la Primera división de Yugoslavia, se disputó entre 1947 y 1991 cuando se produjo la Disolución del País.
Las competiciones sucesoras de la Copa de Yugoslavia fueron la Copa de Serbia-Montenegro, Copa de Croacia, Copa de Bosnia-Herzegovina, Copa de Eslovenia y la Copa de Macedonia.

## Finales de Copa

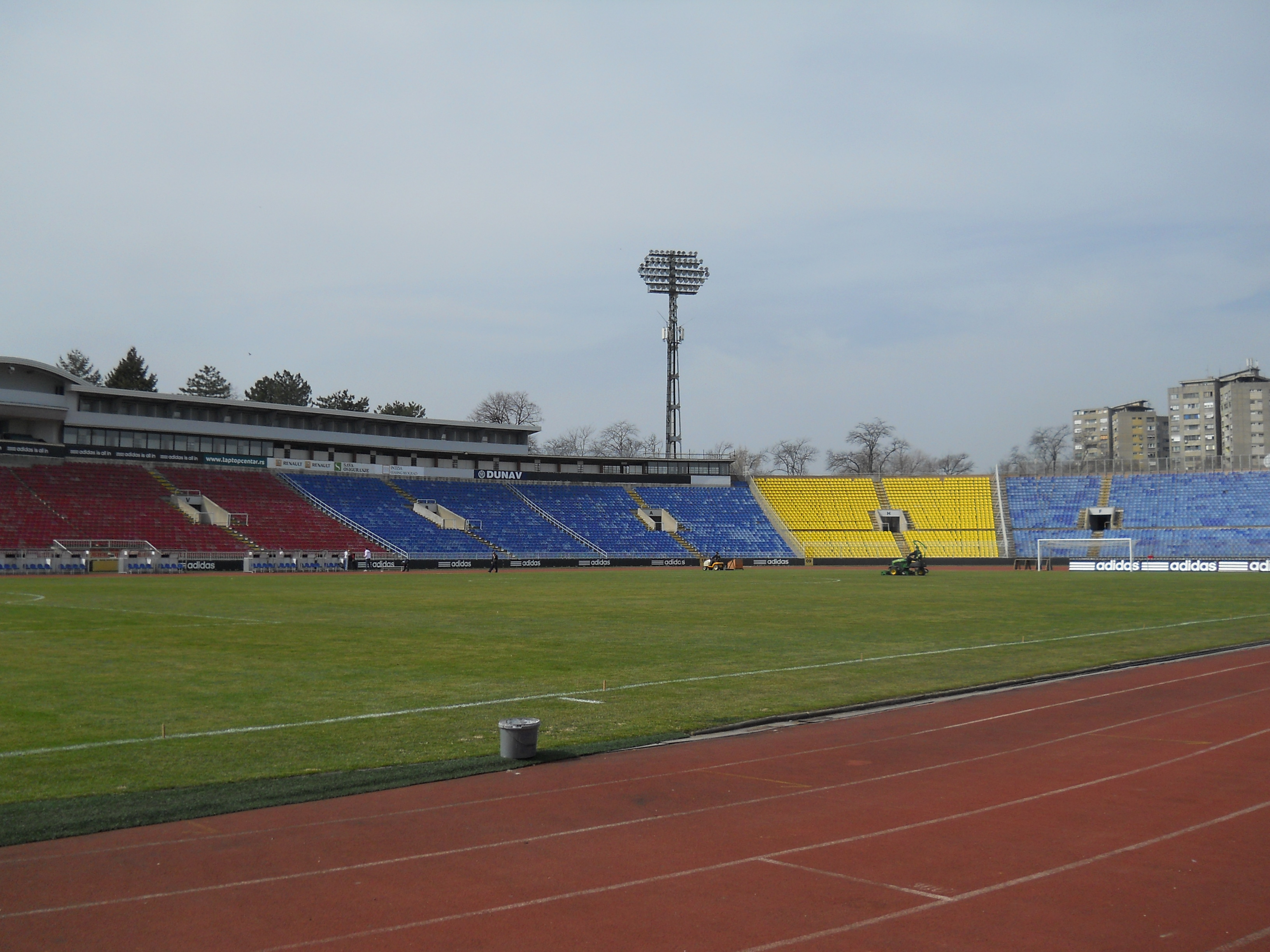
Estadio JNA actualmente Estadio Partizan de Belgrado, lugar donde se realizaron la mayor cantidad de finales de copa.

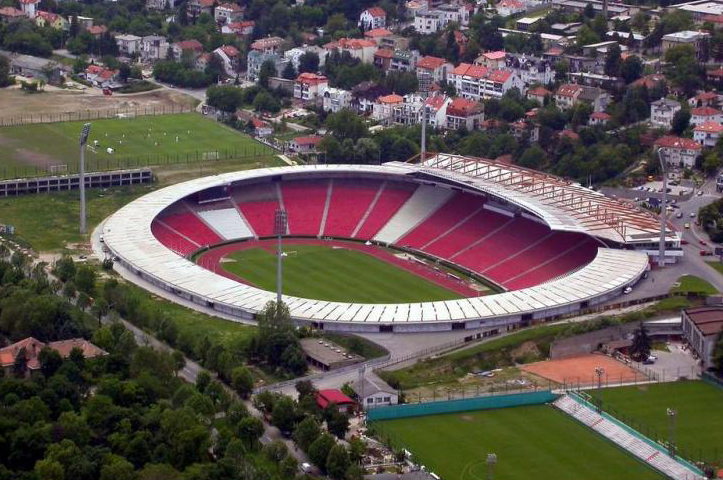
Estadio Estrella Roja de Belgrado, lugar donde se realizaron 16 finales de copa.

| Temporada | Campeón                | Resultado        | Finalista              | Estadio                                                     |
| --------- | ---------------------- | ---------------- | ---------------------- | ----------------------------------------------------------- |
| 1947      | Partizan Belgrado      | 2 - 0            | Naša Krila Zemun       | Estadio JNA, Belgrado                                       |
| 1948      | Estrella Roja Belgrado | 3 - 0            | Partizan Belgrado      | Estadio Estrella Roja, Belgrado                             |
| 1949      | Estrella Roja Belgrado | 3 - 2            | Naša Krila Zemun       | Estadio JNA, Belgrado                                       |
| 1950      | Estrella Roja Belgrado | 1 - 1 3 - 0      | Dinamo Zagreb          | Estadio JNA, Belgrado Estadio JNA, Belgrado                 |
| 1951      | Dinamo Zagreb          | 2 - 0            | Vojvodina Novi Sad     | Estadio Maksimir, Zagreb Estadio JNA, Belgrado              |
| 1952      | Partizan Belgrado      | 6 - 0            | Estrella Roja Belgrado | Estadio JNA, Belgrado                                       |
| 1953      | BSK Belgrado           | 2 - 0            | Hajduk Split           | Estadio JNA, Belgrado                                       |
| 1954      | Partizan Belgrado      | 4 - 1            | Estrella Roja Belgrado | Estadio JNA, Belgrado                                       |
| 1955      | BSK Belgrado           | 2 - 0            | Hajduk Split           | Estadio JNA, Belgrado                                       |
| 1956-57   | Partizan Belgrado      | 5 - 3            | Radnički Belgrado      | Estadio JNA, Belgrado                                       |
| 1957-58   | Estrella Roja Belgrado | 4 - 0            | Velež Mostar           | Estadio JNA, Belgrado                                       |
| 1958-59   | Estrella Roja Belgrado | 3 - 1            | Partizan Belgrado      | Estadio JNA, Belgrado                                       |
| 1959-60   | Dinamo Zagreb          | 3 - 2            | Partizan Belgrado      | Estadio JNA, Belgrado                                       |
| 1960-61   | Vardar Skopje          | 2 - 1            | Varteks Varaždin       | Estadio JNA, Belgrado                                       |
| 1961-62   | OFK Belgrado           | 4 - 1            | Spartak Subotica       | Estadio JNA, Belgrado                                       |
| 1962-63   | Dinamo Zagreb          | 4 - 1            | Hajduk Split           | Estadio JNA, Belgrado                                       |
| 1963-64   | Estrella Roja Belgrado | 3 - 0            | Dinamo Zagreb          | Estadio Estrella Roja, Belgrado                             |
| 1964-65   | Dinamo Zagreb          | 2 - 1            | Budućnost Titograd     | Estadio Estrella Roja, Belgrado                             |
| 1965-66   | OFK Belgrado           | 6 - 2            | Dinamo Zagreb          | Estadio JNA, Belgrado                                       |
| 1966-67   | Hajduk Split           | 2 - 1            | FK Sarajevo            | Estadio Stari plac, Split                                   |
| 1967-68   | Estrella Roja Belgrado | 7 - 0            | FK Bor                 | Estadio Estrella Roja, Belgrado                             |
| 1968-69   | Dinamo Zagreb          | 3 - 3 3 - 0      | Hajduk Split           | Estadio JNA, Belgrado Estadio JNA, Belgrado                 |
| 1969-70   | Estrella Roja Belgrado | 2 - 2 1 - 0      | Olimpija Ljubljana     | Estadio Bežigrad, Ljubljana Estadio Estrella Roja, Belgrado |
| 1970-71   | Estrella Roja Belgrado | 4 - 0 2 - 0      | Sloboda Tuzla          | Estadio Tušanj, Tuzla Estadio Estrella Roja, Belgrado       |
| 1971-72   | Hajduk Split           | 2 - 1            | Dinamo Zagreb          | Estadio JNA, Belgrado                                       |
| 1973      | Hajduk Split           | 1 - 1 2 - 1      | Estrella Roja Belgrado | Estadio Stari plac, Split Estadio Estrella Roja, Belgrado   |
| 1974      | Hajduk Split           | 1 - 0            | Borac Banja Luka       | Estadio JNA, Belgrado                                       |
| 1975-76   | Hajduk Split           | 1 - 0            | Dinamo Zagreb          | Estadio Estrella Roja, Belgrado                             |
| 1976-77   | Hajduk Split           | 2 - 0            | Budućnost Titogrado    | Estadio Estrella Roja, Belgrado                             |
| 1977-78   | NK Rijeka              | 1 - 0            | FK Trepca Mitrovica    | Estadio Estrella Roja, Belgrado                             |
| 1978-79   | NK Rijeka              | 2 - 1 0 - 0      | Partizan Belgrado      | Estadio Kantrida, Rijeka Estadio Estrella Roja, Belgrado    |
| 1979-80   | Dinamo Zagreb          | 1 - 0 1 - 1      | Estrella Roja Belgrado | Estadio Maksimir, Zagreb Estadio Estrella Roja, Belgrado    |
| 1980-81   | Velež Mostar           | 3 - 2            | Željezničar Sarajevo   | Estadio Estrella Roja, Belgrado                             |
| 1981-82   | Estrella Roja Belgrado | 2 - 2 4 - 2      | Dinamo Zagreb          | Estadio Maksimir, Zagreb Estadio Estrella Roja, Belgrado    |
| 1982-83   | Dinamo Zagreb          | 3 - 2            | FK Sarajevo            | Estadio Estrella Roja, Belgrado                             |
| 1983-84   | Hajduk Split           | 2 - 1 0 - 0      | Estrella Roja Belgrado | Estadio Poljud, Split Estadio Estrella Roja, Belgrado       |
| 1984-85   | Estrella Roja Belgrado | 2 - 1 1 - 1      | Dinamo Zagreb          | Estadio Maksimir, Zagreb Estadio JNA, Belgrado              |
| 1985-86   | Velež Mostar           | 3 - 1            | Dinamo Zagreb          | Estadio JNA, Belgrado                                       |
| 1986-87   | Hajduk Split           | 1 - 1 (9-8 pen.) | NK Rijeka              | Estadio JNA, Belgrado                                       |
| 1987-88   | Borac Banja Luka       | 1 - 0            | Estrella Roja Belgrado | Estadio JNA, Belgrado                                       |
| 1988-89   | Partizan Belgrado      | 6 - 1            | Velež Mostar           | Estadio JNA, Belgrado                                       |
| 1989-90   | Estrella Roja Belgrado | 1 - 0            | Hajduk Split           | Estadio JNA, Belgrado                                       |
| 1990-91   | Hajduk Split           | 1 - 0            | Estrella Roja Belgrado | Estadio JNA, Belgrado                                       |
| 1991-92   | Partizan Belgrado      | 1 - 0 2 - 2      | Estrella Roja Belgrado | Estadio Estrella Roja, Belgrado Estadio JNA, Belgrado       |

## Títulos por Club
| Club                   | Campeón | 2° | Títulos Temporada                                                      |
| ---------------------- | ------- | -- | ---------------------------------------------------------------------- |
| Estrella Roja Belgrado | 12      | 8  | 1948, 1949, 1950, 1958, 1959, 1964, 1968, 1970, 1971, 1982, 1985, 1990 |
| Hajduk Split           | 9       | 5  | 1967, 1972, 1973, 1974, 1975, 1976, 1977, 1987, 1991                   |
| Dinamo Zagreb          | 7       | 8  | 1951, 1960, 1963, 1965, 1969, 1980, 1983                               |
| Partizan Belgrado      | 6       | 4  | 1947, 1952, 1954, 1957, 1989, 1992                                     |
| OFK Belgrado           | 4       | -  | 1953, 1955, 1962, 1966                                                 |
| Velež Mostar           | 2       | 2  | 1981, 1986                                                             |
| NK Rijeka              | 2       | 1  | 1978, 1979                                                             |
| Borac Banja Luka       | 1       | 1  | 1988                                                                   |
| FK Vardar Skopje       | 1       | -  | 1961                                                                   |
| FK Sarajevo            | -       | 2  | -----                                                                  |
| Budućnost Titogrado    | -       | 2  | -----                                                                  |
| Naša Krila Zemun       | -       | 2  | -----                                                                  |
| Željezničar Sarajevo   | -       | 1  | -----                                                                  |
| Trepça Mitrovica       | -       | 1  | -----                                                                  |
| Sloboda Tuzla          | -       | 1  | -----                                                                  |
| Olimpija Ljubljana     | -       | 1  | -----                                                                  |
| FK Bor                 | -       | 1  | -----                                                                  |
| Spartak Subotica       | -       | 1  | -----                                                                  |
| Varteks Varazdin       | -       | 1  | -----                                                                  |
| Radnički Belgrado      | -       | 1  | -----                                                                  |
| Vojvodina Novi Sad     | -       | 1  | -----                                                                  |